# Squamura acutistriata
Squamura acutistriata is een vlinder uit de familie van de Metarbelidae. De wetenschappelijke naam van de soort is voor het eerst gepubliceerd in 1923 door Rudolf Mell.
De soort komt voor in Indonesië (Java).